# یوآنا بارتل
یوآنا بارتل (لهستانی: Joanna Bartel؛ ‏ ۲۹ دسامبر ۱۹۵۱) بازیگر اهل لهستان بود.
از فیلم‌ها یا مجموعه‌های تلویزیونی که وی در آن‌ها نقش داشته‌است، می‌توان به مقدرشده برای بلوز، در خوشی و سختی، آلیس و نبرد مقدس اشاره نمود.